# 卡瓜蘇省
卡瓜蘇省 （Caaguazú）是巴拉圭的一個省，位於該國東部。面積 11,474平方公里，2002年人口 448,983人。首府奧維多上校城。
下分20縣。